# رابح صقر
رابح صقر (6 نوفمبر 1964 -) مغني وعازف وملحن وموزع موسيقي سعودي يعتبر من مشاهير اللحن والأداء في السعودية وفي الخليج والوطن العربي، لقُب بموسيقار الخليج.

## حياته الفنية
كانت بدايته بداية صعبة على شاب يافع قادم من الساحل الشرقي اعتمد على موهبته فقط ولم يتبناه أو يصقل موهبته أحد كبعض زملائه في الساحة الفنية اعتمد على موهبته وأطلق باكورة أعماله في عام 1982 البوم «يانسيم الليل». احتوى الألبوم على 6 أعمال كانت باللغة العربية الفصحى وحققت نجاح باهر.
أصدر بعده البوم (صابرين) الذي احتوى على أربعة أعمال.
وبعد هذا الألبوم أشاد فيه كثير من الفنانين منهم الأسطورة الراحل طلال مداح وفنان العرب محمد عبده وبعد البوم صابرين أطلق رابح صقر البوم احبك وكان يحتوي على ستة أعمال جلها من الحان رابح صقر نفسه وكرر رابح في هذا الألبوم تجربة الغناء باللغة العربية الفصحى في أغنية «يابريق الماء».
وخلال فترة الثمانينات كون رابح صقر ثنائي مع الشاعرة هتان وكانت بداية هذه التعاونات في البوم أنا والليل والقمرة واحتوى الألبوم على 6 أعمال منها أغنية «تأزمت حالتي». في أهم أعمال الألبوم أغنية صرخة الم التي يعتبروها الكثيرون من أهم أغاني صقر واحتوى أيضا على أغنية خاصة بمناسبة افتتاح جسر الملك فهد كانت بعنوان «جسر الخير» ولاقت هذه المبادرة الإعجاب والتقدير من المتابعين والنقاد خصوصاً أنها طرحت في ألبوم عاطفي كأول فنان يضع عمل وطني في ألبوم عاطفي
أصدر بعد ذلك ألبوم مغرورة الذي كان يحوي على 6 إعمال ووادخل الآلات الغربية في توزيع الأغنية وقدم اللون العراقي كأول فنان خليجي يقدمه وكانت هذه الأغنية بعنوان شوف ايش سوى.
وبعد هذا الألبوم قدم رابح صقر البوم جديد (الجرح) الذي كان يحوي على ستة أعمال جميعها من الحان رابح صقر وكرر التعاون في هذا الألبوم مع الشاعرة هتان في أغنية جديد الجرح وكانت نقطة تحول كبيرة في حياة صقر الفنية الأغنية بعنوان «سرى الليل» وأيضا كانت أول عمل يصوره رابح ويعرض على شاشات التلفزيون.
ومن أهم البومات صقر كان البوم اكتب لها حرف الذي كان يحتوي على 7 أعمال وفي هذا الألبوم تعاون رابح صقر مع الأمير خالد الفيصل والأمير بدر بن عبد المحسن والشاعر الراحل فائق عبد الجليل.
أقدم رابح على طرح عدة جلسات مطوره وكانت عنوان أول جلسه (سمرة 1) وكانت تحتوي على 6 أغاني ومنها «صرخة الم» و «مغرورة».
وبعد ذلك أطلق رابح صقر أغنية «غاب القمر» والتي كان الألبوم يحمل اسمها ويحتوي الألبوم على 6 أغاني كان جلها من الحان رابح صقر واحتوى الألبوم على أغنية لاتكلم التي كانت بداية التعاونات مع الشاعر الأمير سعود بن عبد الله.
وبعد هذا الألبوم كانت بداية أزمة الخليج التي خلالها قام بتلحين اوبريت قام بالغناء فيه 22 فنان ولحن العديد من الأعمال الوطنية لفنانين منهم نبيل شعيل وعبد الله الرويشد وقام بغناء أغنية «يادار» للشاعر عبد العزيز السالم.
وبعد نجاح فكرة الجلسات المطورة في (سمرة 1) قام رابح صقر بطرح (سمرة 2) والتي كانت تحتوي على 7 أغاني وكان جميعها من الحان رابح صقر وتعاون في هذا الألبوم لأول مره مع الأمير عبد الرحمن بن مساعد في عمل مكبله كان بعنوان قالت احبك وكرر التعاون مع الشاعرة هتان في عملين.
وبعد سلسلة من التعاونات بين رابح وهتان قدما أغنية «عين الشمس» في البوم (أنانيه) الذي كان يحتوي على 8 أعمال تعاون صقر في مع الشاعر عبد اللطيف البناي ولثاني مره في أغنية «لاحول يادنيا» وقام الفنان رابح صقر بالغناء باللهجة المصرية في عملين الأول كان بعنوان «أرفضك» والأخر «كان قلبي حبك» وكان صقر من أوائل الفنانين الخليجيين الذين قاموا بالغناء باللهجة المصرية
وبعد ذلك قام بطرح (سمره 3) التي كانت تحتوي على 6 أغاني كرر رابح صقر التعاون فيها مع الأمير خالد الفيصل في أغنية «يانعمة النسيان» واحتوى الألبوم على أغنية ياصاحبي والتي كانت أول الأعمال التي تجمع صقر مع الشاعر بدر المليحي والذي أصبح ملازما لألبومات صقر فيما بعد.
وفي عام 93 عام تعاون رابح صقر والملحن صالح الشهري في البوم (رابح 93) الذي كان يحتوي على 8 أغاني جميعها من الحان رابح صقر ماعدا لحن للأستاذ صالح الشهري كان بعنوان بعتني برخيص من كلمات السامر واحتوى الألبوم على أغنية «أنت مؤلم إن جاني» من كلمات الشاعرة هتان.
وبعد ذلك كرر رابح صقر هذا التعاون في البوم (مثل الزمن) والذي كان يحتوي على 8 أغاني منها أغنية كل يقول والتي كانت من كلمات السامر وأغنية مثل الزمن التي كانت بداية التعاونات مع الأمير الشاعر سعد أل سعود.
وخلال أواسط التسعينات تعاون مع عدد من الفنانين حيث اشرف موسيقيا على البومي الفنان عبد الكريم عبد القادر (شفتك) و (البارحة)، وقام أيضا بالأشراف الموسيقي على البوم عبادي الجوهر والذي كان بعنوان من عذابي، وقام بالأشراف الموسيقي للألبوم الفنانة رباب.
وبعد ذلك قرر رابح صقر طرح ألبومه (رابح 95) حيث احتوى هذا الألبوم على 8 أغاني وكان الألبوم بعنوان خالي مشاعر من كلمات الأمير سعد أل سعود (منادي)، وكان الألبوم بتوزعين الشرقي والغربي وكان أول فنان عربي يخطو هذه الخطوة[محل شك] وصور أربع أغاني على طريقة الفيديو كليب منها «خالي مشاعر» و «المحبة من الله».
وبعد ذلك قدم رابح صقر البوم (رابح 96) ويحتوي الألبوم على 10 أغنية وكان الألبوم من الحان وتوزيع رابح صقر وتعاون رابح صقر مع أسير الشوق في أول تعاون يجمعهما وكان العمل بعنوان تشكي وانا اشكي وطرح أيضا أغنية يادار. وبعد نجاح فكرة التوزيعين الشرقي والغربي في الألبوم السابق كرر رابح التجربة وصور خلال هذا البوم خمس أغاني على طريقة الفيديو كليب منها تشكي الذهب أصلي.

### التوقف
بعد ألبوم (رابح 96) توقف رابح عن إصدار الألبومات لخمس سنوات لظروف خارج عن ارداته بسبب عدم التزامه بشروط عقده مع شركة فنون الجزيرة, وقع رابح صقر عقد مع روتانا في عام 1997 لمدة اربع سنوات رغم ان لديه عقد ساري مع فنون الجزيره يمتد الى عام 2001, اصدر رابح صقر البومه الاول الذي لم يرى النور مع روتانا بعنوان (ورود) الذي كان من توزيع والحان رابح صقر ثم شارك في البوم (مهرجان ذاكرة غيوض ) بأغنية (هلاويه) , وتحديداً عند نزول البوم (ورود) مطلع عام 1997 رفعت فنون الجزيره شكوى على روتانا وتم قبول الشكوى بإلغاء العقد بين رابح وروتانا وسحب جميع نسخ البوم (ورود) من السوق وايقاف رابح صقر عن اصدار الالبومات لحين انتهاء عقده مع فنون الجزيره , بالرغم من الايقاف استمر عرض فيديو كليب رابح صقر لاغنية (احبك كذبة بيضاء) و اغنية (هلاويه) على شاشة روتانا بالاضافه الى اذاعة بعض اغاني الالبوم على محطة إم بي سي اف إم بسبب شرائها لحقوق بعض اغاني الالبوم مثل (كذبة بيضاء) و (يجيبك الله) و (الهوى شرقي) و (خذيت القلب) و (احبك) و (احوال) و (مابي تشرح) وغيرها بالاضافه الى ان الالبوم يحتوي على اغنية بإيقاع لأول مره يستخدم في الأغنية الخليجية وكان اسمه «الهيدا», استمر رابح صقر في المشاركة بالحفلات الغنائيه في السعودية وقطر والامارات والكويت والبحرين ايضاً اشار رابح صقر في احد المجلات عن عودته للكاسيت بعيدا عن قيود الشركات واحتكار المنتجين وكان ذلك بتسجيل الجلسات ونشرها للسوق بجهود فرديه من بعض الاشخاص وتوزيعها على المحلات بمسمى "التسريبات" .
خلال فترة التوقف كثف رابح صقر تعاوناته مع زملائه الفنانين ابتداء من الإشراف الموسيقي على البوم الفنان عبد المجيد عبد الله والذي كان بعنوان (غالي) مروراُ إلى تلحين 5 أعمال للفنانة نوال الكويتية منها (لاشك ترضيني) و (عادي) مرورا بالأشراف الموسيقي على البوم الفنانة اللبنانية نجوى كرم في البوم (ماحدا لحدا) ووصولا لتعاون المشترك الذي جمعه بالفنان محمد البلوشي في «مبسوط». وغنى رابح صقر العديد من أعمال محمد عبده منها لو كلفتني المحبة أبي منها الخبر عشاق النصيحة وعندها أطلق محمد عبده تصريحه الشهير أن رابح صقر أفضل من تغنى بأعماله وبعد هذه التعاونات تفرغ رابح صقر بشكل كامل لأوبريت الجنادرية حيث كان اصغر ملحن يكلف بتلحين الاوبريت [بحاجة لمصدر] وكان الاوبريت بعنوان (خليج الخير) وشارك في الاوبريت محمد عبده وعبد المجيد عبد الله من السعودية، ومن البحرين أحمد الجميري ومن الكويت محمد المسباح ومن الإمارات محمد المازم ومن قطر ناصر صالح ومن عمان سالم بن علي.

### العودة
أطلق الفنان البوم (رابح 2002) حيث أحتوى على 13 أغنية تعاون فيها عدد من الشعراء منهم الشاعر عبد الله المزيني ((كروزه)) والملحن والموزع الأستاذ مساعد عبد الله وسهم الذي أصبح ملازم للصقر في جميع أعماله من خلال هذا الألبوم قدم رابح صقر أغنية محمد عبده «ليتك معي ساهر» من كلمات الشاعر خالد الفيصل بأسلوب مختلف من حيث الإيقاع وتعاون مع الملحن الكويتي سليمان الملا في أغنية عطني أمل.وحقق هذا الألبوم مبيعات كبيرة[بحاجة لمصدر] .بعد النجاح الذي حققه هذا الألبوم أطلق محمد عبده لقب «موسيقار الأغنية الخليجية» للفنان رابح صقر[بحاجة لمصدر][محل شك][بحاجة لدقة أكثر]
بعدها طرح ألبوم (رابح 2003) حيث أحتوى على 12 أغنية قدم خلال هذا الألبوم خلطات وجمل موسيقية حيث مزج الإيقاع اللاتيني بالإيقاع الخليجي، تعاون من خلال هذا الألبوم مع الملحن صالح الشهري في عمل من كلمات منصور الشادي الذي ألتصق اسمه مع كل نجاح يجمعه مع رابح صقر. وصور على طريقة الفيديو كليب أغنية سهرتنا.
أطلق بعد ذلك ألبوم (رابح 2004) الذي احتوى على 13 أغنية لحن خلال هذا الألبوم الفنان رابح صقر 12 أغنية ماعدا أغنية واحده من ألحان صالح الشهري بعنوان "شكلك زعلت" وقدم صقر أغنيته: صدقيني" من كلمات منصور الشادي وقدم لون جديد على الساحة الخليجية من ألحانه بعنوان "باين عليك" من كلمات الشاعر فيصل اليامي وأيضا صور من هذا الألبوم أغنيتي "وش رأيك" و "باين عليك".
طرح البوم (رابح 2005) حيث أنه أحتوى على 16 أغنية كأول فنان يطرح هذا الكم من الأغنيات تعاون خلالها مع الشاعر منصور الشادي بــ 9 أعمال ليكون له نصيب الأسد من القصائد، لحن في هذا الألبوم الموسيقار رابح 9 أعمال وصالح الشهري 5 أعمال تميز هذا الألبوم بأسلوب موسيقي جديد حيث قدم جرعة كبيرة من الأغاني الكلاسيكية وبألوان مختلفة من ناحية الإيقاعات والتوزيع، واكتفى بتصوير عمل واحد بعنوان «تظلمني».
قدم أغنية منفردة ((single)) وفيديو كليب في السي دي كأول فنان عربي يقدم على هذه الخطوة [بحاجة لمصدر]الأغنية كانت بعنوان تحملتك من كلمات منصور الشادي وألحان الملحن سهم.
ثم طرح الالبوم (رابح 2007) احتوى الالبوم على 16 أغنية طغى عليها كثيراً اللون الكلاسيكي الأمر الذي فسره صقر بأن اللون الكلاسيكي مناسب جدا للأجواء الشتويه التي كانت متزامنه مع طرح الالبوم تعاون صقر مع العديد من الأسماء لأول مره مثل الشاعر سالم الخالدي في عمل بعنوان افهمك وتعاون مع أحمد علوي وذلك لأول مره أيضا ووتعاون مع الشاعر نواف بن فيصل (أسير الشوق) والشاعر بدر المليحي ومنصور الشادي وصالح الشهري ووحقق الالبوم نجاح كبير
وبعد ذلك كان صقر موعود بتكليف من اللجنة المنظمة المهرجان الثراث والثقافة (الجنادريه) بتلحين اوبريت الجنادرية 22 الذي كان بعنوان (أرض المحبة والسلام) من كلمات خلف الخلف والحان رابح صقر وأداء محمد عبده وعبادي الجوهر وخالد عبد الرحمن وعباس إبراهيم واحتوى الاوبريت على 8 لوحات.
شارك في العديد من الاوبريتات الوطنية في الجنادرية منها (امجاد الموحد) و (كفاح اجيال) وقدم العديد من الأغاني الوطنية مع فنان العرب محمد عبده نذكر منها «المجد السعودي» و «آووه ياسعودي» واغنية «هام الصروح» مع الفنان أصيل أبو بكر واغنية «السعودي عالمي» مع الفنان راشد الفارس.
وبعد ذلك قام بطرح ألبوم (إحساس رابح 2008) ومن أشهر أغاني هذا الالبوم («احساس»، «منتهى الرقة»، «غرام أطفال»، «تكلمنا»، «يارب قدرني»، «أزعل عليك») وقد صور عدد من أغاني هذا الألبوم على طريقة الفيديو كليب وهي (منتهى الرقة) و (غرام أطفال).
وبعد ذلك الألبوم بعدة أشهر قرر رابح صقر بأن يقدم ألبوم (صدقني 2008) وهو يحتوي على ثلاث أغاني فقط وهي «صدقني» و «ودعتك» و «عمارا يادارنا» والتي سبق أن غناها مجموعه من الفنانين في أوبريت الجنادريه سنة 2008 وهي من كلمات الشاعر الأمير سعد آل سعود وألحان صالح الشهري وقد استأذن رابح صقر من الشاعر الأمير على أن يقوم بغنائها بمفرده في هذا الالبوم، وقد صور في هذا الالبوم على طريقة الفيديو كليب أغنية واحده فقط وهي أغنية (صدقني) من كلمات الشاعر منصور الشادي وألحان رابح صقر.
بعد ذلك توقف رابح عن إصدار الألبومات في عام 2009 وفي عام 2010 أجتمع كثير من الفنانين الخليجيين للمشاركه في (جلسات وناسه) وكان من ضمنهم الفنان رابح صقر حيث أنه قد غنى ثلاث أغاني جديده وهي «عشر أشياء» و «يحق لك» و «جزاه الله» أصدر الفنان رابح صقر ألبوم (جلسات وناسه)من تلك الجلسة بالتعاون مع شركة روتانا للصوتيات والمرئيات.
في عام 2011 لم يصدر الفنان رابح صقر البومه المتوقع، وذلك بسبب الأحداث السياسية في المنطقة العربية والتي جعلت الكثير من الفنانين يأجلون طرح البوماتهم إلى أن تهدأ الأمور.. ولكن اصدر الفنان رابح صقر بعض الأغاني على العود مثل أغنية «خليك هنا» والي تعود ملكيتها للفنانة وردة ومن الحان الراحل بليغ حمدي، أيضاً اصدر أغنية على العود «احساسي الخفي» من الحان صقر وكلمات الشاعرة هتان، مع العلم أن هذه الأغنية كانت في ادراج صقر منذ أكثر من 25 سنة ولم يطرحها إلا في هذا العام بعد أن اعاد تسجيلها على العود.
وفي عام 2012 قدم الفنان رابح صقر عمل من أغنيتين منفرده وهم «ماعاد تسأل» و «مافي كلامي شي» وحققت نجاح باهـر ونسبة مشاهدات تتجاوز 10 ملايين مشاهده.
وفي عام 2013 اصدر الصقـر أغنية ديمو «ماهو أنت» وكانت من لحن رابح حيث أبدع في لحنها وغنئاها.
و أيضاً في عام 2013 اصدر رابح صقر البوم جلسات وناسه 2013 بعنوان «شفت الحياة»
احتوى الالبوم على 13 أغنية 3 منها جديده من البومه المنتظر
1. يمر الحب (جديد) كلمات: أحمد الجوفي، الحان: ياسر بو علي
2. من كبرها (جديد) كلمات: سعود البابطين، الحان: سهم
3. تعالي نقسم الشكوى (لـ طلال مداح) كلمات: محمد العبد الله الفيصل، الحان: سامي احسان
4. انتصر ياس حبي (لـ سلامه العبد الله) كلمات: عبد الله المصقاعي، الحان: سلامه العبد الله
5. شفت الحياة (جديد) كلمات: ساري، الحان: رابح صقر
6. مغرورة كلمات: خليفه إسماعيل، الحان: رابح صقر
7. شوف ايش سوى كلمات: محمد العبودي، الحان: نامق اديب
8. ياهل الهوى كلمات: عزام، الحان: رابح صقر
9. مصير اللي زعل كلمات: أحمد الجوفي، الحان: رابح صقر
10. ماهو أنت كلمات: فيصل بن خالد بن سلطان، الحان: رابح صقر
11. يعني خلاص كلمات: منصور الشادي، الحان: بندر سعد
12. مافي كلامي شي كلمات: مساعد الشمراني، الحان: سهم
13. ماعاد تسأل كلمات: عبد الله الاسمري، الحان: عبد الله المناعي

## ألبوماته
- يانسيم الليل 1982
- صابرين 1984
- أحبك 1985
- انا والليل 1986
- اكتب لها حرف 1987
- مغروره 1988
- سمره 1 1989
- جديد الجرح 1989
- غاب القمر 1990
- سمره 2 1990
- أنانية 1991/1992
- سمره 3 1992
- رابح 93 1993
- مثل الزمن 1994
- خالي مشاعر 1995 التوزيع الشرقي
- خالي مشاعر 1995 التوزيع الغربي
- رابح 1996 التوزيع الشرقي
- رابح 1996 التوزيع الغربي
- ورود 1997 (ملغي)
- رابح 2002
- رابح 2003
- رابح 2004
- رابح ريمكس 2004
- رابح 2005
- تحملتك 2006
- رابح 2007
- احساس رابح 2008
- صدقني 2008
- البوم جلسه مميزة «يحق لك» 2010
- مافي كلامي شي 2012
- شفت الحياة 2013
- اوجه المعنى 2015.[6]
- رابح 2017
- جلسات رابح صقر 2018
- رابح 2019
- السيف الملهم 2020[7]
- مرحبا 2021
- رابح 2022
- رابح 2023

## فيديو كليبات
- سامحني حبيبي 1988
- سرى الليل 1989
- ماهي بدايم 1993
- نحمد الله 1995
- خالي مشاعر 1995
- من صد عيني 1995
- وش الأسباب 1995
- حنا نكمل بعض 1995
- المحبة من الله 1995
- الذهب أصلي 1996
- تشكي 1996
- ياقبلة الله 1996
- فكرت 1996
- كذبة بيضاء 1997
- هلاويه 1997
- سهرتنا 2003
- وش رايك 2004
- باين عليك 2004
- تعبت 2004
- تظلمني 2005
- تحملتك 2006
- مجافي 2007
- وين أنت 2007
- لا تجي 2007
- الصراحة 2007
- لالا 2007
- منتهى الرقة 2008
- غرام أطفال 2008
- صدقني 2008
- هو هذا 2017

## حفلات ومهرجانات
تتميز حفلات رابح بالصخب الشبابي فهو يعرف كيف يثير الجمهور الذي غالبيته من الشباب:
- حفلة البحرين 1983
- حفلة نادي الكوكب 1984
- حفلة نادي الهلال السعودي 1984
- حفله باريس 1994
- مهرجان أبها الغنائي 1998
- هلا فبراير 1999
- مهرجان أبها الغنائي 1999
- مهرجان جده الغنائي 1999
- حفلة لندن 1999
- حفلة باريس 1999
- حفلة القاهرة 1999
- ليالي دبي 1999
- حفلة القاهرة 2000
- مهرجان جده الغنائي 2000
- مهرجان أبها الغنائي 2000
- مهرجان الدوحة الاول 2000
- هلا فبراير 2000
- مهرجان جده الغنائي 2001
- مهرجان الدوحة الثاني 2001
- ليالي دبي 2001
- حفلة القاهرة 2001
- هلا فبراير 2002
- مهرجان الدوحة الثالث 2002
- حفلة القاهرة 2002
- مهرجان جده الغنائي 2002
- ليالي دبي 2002
- حفلة البحرين 2003
- ليالي دبي 2003
- هلا فبراير 2004
- ليالي دبي 2004
- مهرجان جده الغنائي 2004
- مهرجان جده الغنائي 2005
- مهرجان جده الغنائي 2007
- حفلة عيد الفطر 2008
- حفلة القاهرة 2008
- مهرجان جده الغنائي 2008
- حفلة القاهرة 2009
- مهرجان جده الغنائي 2009
- حفلة عيد الفطر 2009
- مهرجان جده الغنائي 2010
- مهرجان سوق واقف 2010
- حفلة القاهرة 2010
- حفلة بيروت 2010
- حفلة البحرين 2010
- حفلة عيد الفطر 2010
- حفلة القاهرة 2010
- حفلة بيروت 2011
- ليالي فبراير 2011
- حفلة دبي 2011
- حفلة نادي الريان 2011
- حفلة دبي 2011
- حفلة لندن 2011
- حفلة دبي 2012
- حفلة الكويت 2017
- حفلة جده 2017
- حفلة الدمام 2017
- حفلة الرياض 2017
- حفلة يوم الوطني 2017
- حفلة عيد المملكة 2018
- حفلة فندق هيلتون 2019
- ليلة الصقر موسم الرياض 2020
- حفلة سفينة الكروز 2020
- حفلة جده 2021

## وصلات خارجية
- موقع رابح صقر الرسمي
- قناة رابح صقر على اليوتيوب
- صفحة رابح صقر في تويتر
- صفحة رابح صقر في الفيس بوك  على فيسبوك.